# 索科武夫縣

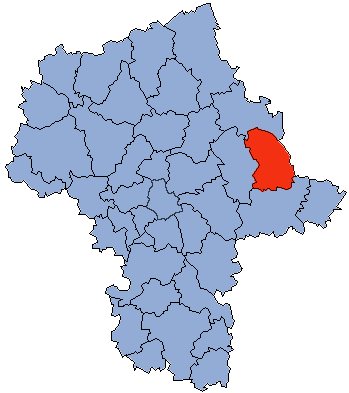

52°24′24″N 22°14′47″E / 52.40667°N 22.24639°E
索科武夫縣（波蘭語：Powiat sokołowski），是波蘭的縣份，位於該國中東部，由馬佐夫舍省負責管轄，首府設於波德拉謝地區索科武夫，面積1,131平方公里，2006年人口56,823，人口密度每平方公里50人。